# (482999) 2014 QZ285
(482999) 2014 QZ285 es un asteroide perteneciente al cinturón de asteroides, descubierto el 15 de marzo de 2012 por el equipo del Spacewatch desde el Observatorio Nacional de Kitt Peak, Arizona, Estados Unidos.

## Designación y nombre
Designado provisionalmente como 2014 QZ285.

## Características orbitales
2014 QZ285 está situado a una distancia media del Sol de 3,187 ua, pudiendo alejarse hasta 3,346 ua y acercarse hasta 3,028 ua. Su excentricidad es 0,049 y la inclinación orbital 17,13 grados. Emplea 2078,57 días en completar una órbita alrededor del Sol.

## Características físicas
La magnitud absoluta de 2014 QZ285 es 15,5.